# 송호경 (정치인)

송호경(宋浩景, 1940년 2월 3일~2004년 9월 19일)은 조선민주주의인민공화국의 외교관이다. 외무성 제1부상, 최고인민회의 대의원을 역임하였다.

## 생애
일제강점기 말기 평안남도에서 태어났다. 김일성종합대학 외문학부 졸업 이후 북한 정무원 외교부에 입부하였다. 2000년 남북정상회담 개최 합의를 위해서 특사 자격으로 박지원 문화관광부 장관과 접견하기도 하였다. 그외에도 남북통일농구경기를 위해서 서울을 방남한 적도 있다. 2004년 9월 19일 지병이 악화되어 사망하였다. 

## 경력
- 유고 주재 대사관 참사관
- 정무원 외교부 참사
- 정무원 외교부 부부장[4]
- 캄보디아 주재 대사
- 당 국제부 부부장
- 조선아시아태평양평화위원회 부위원장
- 최고인민회의 제11기 대의원

## 같이 보기
- 김용순 (1934년)

| 전임 최수헌 | 조선민주주의인민공화국의 외무성 제1부상 1992년 8월 5일 ~ 1995년 1월 5일 | 후임 김계관 |